# Hydroptila scheiringi
Hydroptila scheiringi är en nattsländeart som beskrevs av Harris 1986. Hydroptila scheiringi ingår i släktet Hydroptila och familjen smånattsländor. Inga underarter finns listade i Catalogue of Life.